# Jacques Laplace
Pour les articles homonymes, voir Laplace.
Jacques Laplace né le 4 septembre 1890 à Lyon où il est mort le 20 septembre 1955, est un peintre et graveur français. 

## Biographie
Jacques Laplace est le fils de Jacques Antoine Jean Laplace et d’Hélène Eugénie Picquant. Il épouse Marguerite Camille Figuier le 19 décembre 1925 à Lyon (mairie du 1er arrondissement).
De 1905 à 1910, il est élève à l'École des Beaux Arts de Lyon. Il apprend le dessin de fleurs dans la classe de Castex-Dégrange de 1906 à 1908.
Laplace travaille comme dessinateur dans l'atelier de vitrail Lamy-Paillet. Il donne des cours de dessin, puis il enseigne comme professeur à l'École des Beaux Arts de Lyon. Il a notamment pour élèves Jean Fusaro, Jacques Truphémus et André Cottavoz. « Il y avait Jacques Laplace, qui révolutionnait l'école où il est maintenant professeur. » écrit Henri Béraud, cité par Vollerin.
Il fait partie du groupe des Ziniars, dès sa création. Il est aussi fondateur du Salon du Sud-Est. 
Il participe à la Grande Guerre puis à la Seconde Guerre mondiale. Il s'engage dans la Résistance avec les Forces françaises de l’intérieur (FFI).
Il meurt le 20 septembre 1955, dans le 7e arrondissement de Lyon.

## Style
Jacques Laplace est reconnu comme aquarelliste mais utilise différentes techniques. Il peint des fleurs, des paysages, des vues de Lyon et des natures mortes. Son œuvre est influencée par le fauvisme pour la couleur, il est admirateur de Cézanne.
Il est aussi graveur et lithographe.

## Salons
- Dès 1910, il expose au salon d'Automne[1], auquel il participe jusqu'en 1923[6].
- Au Salon du Sud-Est, dont il est un des fondateurs, il expose jusqu'à la fin de sa vie.
- L'artiste a exposé dans différentes galeries lyonnaises : les deux collines (Audin), St Pierre, Maire Pourceaux, Bellecour, Les Archers, Pouillé-Lecoultre, des Jacobins[7].

## Œuvres
- Nature morte au chapeau (1927), Paysage (1935), au Musée des Beaux-Arts de Lyon.
- Place à Lyon, huile sans titre, Maison Laplace et Saint-jean et Fourvière (1947) figurent dans la collection de la Fondation Renaud à Lyon[2].
- Ses bois gravés sont présentés dans les numéros 2 et 3 de la revue Manomètre d'Émile Malespine qui défend le mouvement d'avant-garde à Lyon[8].